# 格拉斯角
格拉斯角（英語：Glass Point）是南極洲的海岬，位於南設得蘭群島的喬治王島北岸，處於福爾斯朗德角西南面8公里，在1960年由英國南極名稱諮詢委員會命名，現時由南極條約體系管理。